# Neotama forcipata
Espèce
Synonymes
- Tama forcipata F. O. Pickard-Cambridge, 1902

Neotama forcipata est une espèce d'araignées aranéomorphes de la famille des Hersiliidae.

## Distribution
Cette espèce se rencontre au Mexique au Salvador.

## Description
Le mâle décrit par Rheims et Brescovit en 2004 mesure 7,50 mm.

## Publication originale
- F. O. Pickard-Cambridge, 1902 : Arachnida - Araneida and Opiliones. Biologia Centrali-Americana, Zoology. London, vol. 2, p. 313-424 (texte intégral).